# Velo Grablje
Velo Grablje falu Horvátországban, Split-Dalmácia megyében. Közigazgatásilag Hvarhoz tartozik.

## Fekvése
Splittől légvonalban 38 km-re délre, Hvar városától légvonalban 6, közúton 15 km-re keletre, a Hvar-sziget nyugati részén fekszik. 

## Története
A régészeti leletek tanúsága szerint területén már a történelem előtti időkben is éltek emberek. Erre utalnak az itt található ókori halomsírok. A korai horvát építészet szép példája a kis Szent Vid templom, melyet a 9. és 12. század között építettek. A mai település a 15. században létesült. A plébániatemplom is egy 16. századi templom alapjaira épült. A velencei uralomnak 1797-ben vége szakadt és osztrák csapatok vonultak be Dalmáciába. 1806-ban a sziget az osztrákokat legyőző franciák uralma alá került, de Napóleon lipcsei veresége után újra az osztrákoké lett. 1886-ban felépült a plébániatemplom. 1892-ben "Ruzmarinska zadruga" néven a szigeten először megalakult a helyi mezőgazdasági szövetkezet. Fő termékei a levendulaolaj, a rozmaringolaj, az olívaolaj, valamint a rozmaringból, levendulából, hegyi pereszlényből és zsályából készült méz voltak. A település 1918-ban az új szerb-horvát-szlovén állam, majd később Jugoszlávia része lett. A lakosság száma az elvándorlás következtében az 1920-as évek óta folyamatosan csökkent. 2011-ben a településnek mindössze állandó lakosa 7 lakosa volt, de a kivándoroltak nagy része ma is visszajár földet művelni, misét hallgatni, közösségi életet élni.

## Népesség
| Lakosság változása | Lakosság változása | Lakosság változása | Lakosság változása | Lakosság változása | Lakosság változása | Lakosság változása | Lakosság változása | Lakosság változása | Lakosság változása | Lakosság változása | Lakosság változása | Lakosság változása | Lakosság változása | Lakosság változása | Lakosság változása |
| ------------------ | ------------------ | ------------------ | ------------------ | ------------------ | ------------------ | ------------------ | ------------------ | ------------------ | ------------------ | ------------------ | ------------------ | ------------------ | ------------------ | ------------------ | ------------------ |
| 1857               | 1869               | 1880               | 1890               | 1900               | 1910               | 1921               | 1931               | 1948               | 1953               | 1961               | 1971               | 1981               | 1991               | 2001               | 2011               |
| 427                | 442                | 389                | 513                | 485                | 422                | 520                | 353                | 324                | 301                | 252                | 161                | 61                 | 45                 | 21                 | 7                  |

## Nevezetességei
- Szent Kozma és Damján vértanúk tiszteletére szentelt római katolikus plébániatemploma mai formájában 1886-ban épült egy 16. századi templom helyén. Szép falfestményei 1913-ban és 1914-ben készültek.

- A Hvar és Stari Grad közötti úton található a Szent Vid tiszteletére szentelt kis templom,[4] mely a 9. - 12. században épült, környezete egyben jól kiépített kilátóhely. A templom román stílusú, egyhajós épület félköríves apszissal, homlokzatán 1205-ből származó felirattal. Ez a legrégebbi, ma is álló, bár romos templom Hvar szigetén. Kitűnik román stílusú portáljával, és íves lunettájával. Az egyház berendezése nem maradt fenn.

- A falu védőszentjeinek ünnepén szeptember 26-án minden évben nagy ünnepségeket rendeznek.

- Határában a turisták számára több kilátót építettek. A Sveti Rok, a Sveti Vid, a Vapnenica és a Motokit nevű szépen kiépített kilátóhelyek remek kilátást nyújtanak a sziget környező vidékeire és a közeli szigetekre. Látványos sétaút vezet a szomszédos, mára elhagyott Malo Grablje településre, valamint egy csodálatos szurdokon keresztül Milna tengerpartjára.

- A falu egyik tekintélyes szülötte Ivo Zaninović múzeumot szeretett volna létesíteni a településen. A munkák már a befejezés előtt álltak amikor Zaninović elhunyt és az építés félbeszakadt.

## Egyesületek
A település környezetvédelmi és revitalizációs egyesülete a 2006. május 14-én alapított „Pjover” egyesület. Céljaa település természeti, kulturális, történeti értékeinek védelme, hagyományainak, identitásának megőrzése. Akcióikkal és rendezvényeikkel a település újraélesztését, kulturális, gazdasági igényinek kielégítését, fejlesztését szolgálják. 